# Hélice doble

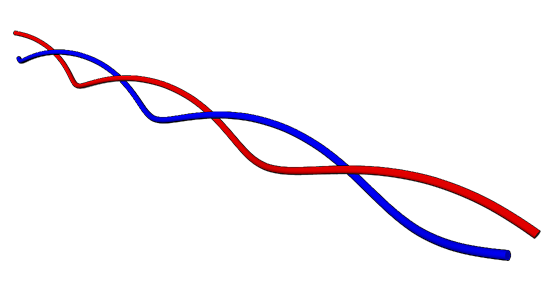
La línea azul es una hélice, y la roja es otra, formando juntas una doble hélice.

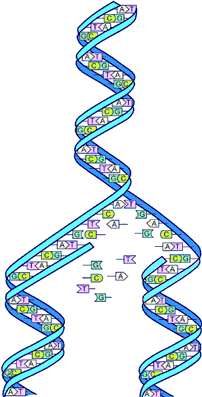
Imagen de una cadena de ADN mostrando la doble hélice replicándose.

En geometría una hélice doble (también llamada doble hélice por calco de la construcción inglesa) consiste típicamente en dos hélices congruentes con un mismo eje, difiriendo por una traslación a lo largo del eje.
En la cultura popular moderna, la forma de la hélice doble está fuertemente asociada con el ADN. El ADN toma esta forma de manera natural por dos razones: puede ser «doble» para así poder replicarse por sí misma, y la «hélice» es más fuerte que dos cadenas paralelas, ya que al empujarse en cualquier dirección no se rompen.
La doble hélice, es una especie de cuerda de dos hilos enredados uno alrededor del otro, ambos constituidos por 4 moléculas llamadas: adenina (A), timina (T), guanina (G) y citosina (C).